# 61e cérémonie du Deutscher Filmpreis
La 61e cérémonie des Deutscher Filmpreis, organisée par la Deutsche Filmakademie (« Académie du film allemand »), s'est déroulée le 8 avril 2011 au Friedrichstadt-Palast à Berlin, et a récompensé les films sortis en 2010.

## Palmarès
- Meilleur film :
  -  Vincent, ses amis et sa mer (Vincent will Meer) de Ralf Huettner
  -  Almanya - Bienvenue en Allemagne (Almanya - Wilkommen in Deutschland) de Yasemin Şamdereli
  -  Qui, à part nous (Wer wenn nicht wir) de Andres Veiel
  - Trois (Drei) de Tom Tykwer
  - L'Incroyable Équipe (Der Ganz Große Traum) de Sebastian Grobler
  - Young Goethe in Love (Goethe!) de Philipp Stölzl